# Elisabeth Raith-Paula
Elisabeth Raith-Paula (* 1955 in München) ist eine deutsche Medizinerin und Buchautorin.

## Werdegang
Raith-Paula legte 1984 an der Universität München ihre Promotionsschrift bei Döring zum Thema Die modernen Methoden der natürlichen Familienplanung. Aspekte ihrer Entwicklung, ihrer physiologischen Grundlagen, Methodik und Methodenvergleich vor. Von 1985 bis 1988 war sie dann Assistenzärztin in der Anästhesie- und Intensivmedizin im Krankenhaus Neuperlach in München. Sie arbeitet in Puchheim und publiziert zu den Themengebieten Natürliche Familienplanung und Zyklus der Frau. Ihre Bücher wurden in mehrere Sprachen übersetzt. Seit 1992 ist sie auch als Dozentin an der Fachhochschule für Sozialpädagogik zum Thema rund um den Menstruationszyklus, Kinderwunsch und Verhütung tätig. 1999 gründete sie in Zusammenarbeit mit dem Fachbereich Ehe und Familie der Erzdiözese München und Freising das MFM-Projekt zur sexualpädagogischen Präventionsarbeit für Mädchen und Jungen in der Pubertät. Es ist inzwischen mit zehn Partnerorganisationen in 8 europäischen Ländern sowie in China vertreten. Seit 2012 ist Raith-Paula Ashoka-Fellow und Vorsitzende des ebenfalls 2012 gegründeten gemeinnützigen Vereins MFM Deutschland e.V. (MFM = My Fertility Matters), dessen Ziel es ist, mit seinen Programmangeboten „Menschen in allen Lebensphasen dabei zu unterstützen, einen positiven Bezug zu ihrem Körper zu finden“.

## Ehrungen
- 2002: Bayerischer Gesundheitsförderungs- und Präventionspreis für das MFM-Projekt
- 2010: Verdienstkreuz am Bande der Bundesrepublik Deutschland
- 2014: Wilhelm-Löhe-Preis für soziale unternehmerische Initiative

## Schriften
- Die modernen Methoden der natürlichen Familienplanung: Aspekte ihrer Entwicklung, ihrer physiologischen Grundlagen, Methodik und Methodenvergleich. München 1984.
- Natürliche Familienplanung heute. Springer, Berlin 2008.
- Was ist los in meinem Körper? Pattloch, München 2008.
- Natürlich & sicher – Das Praxisbuch: Familienplanung mit Sensiplan. Arbeitsgruppe NFP, Trias, 19. Auflage 2015.